# 사카구치 다이스케
사카구치 다이스케(阪口大助, さかぐち だいすけ, 1973년 10월 11일 ~ )는 일본의 성우다. 아오니 프로덕션 소속. 니가타현 가시와자키시 출신.

## 출연작품
※굵은 글씨는 주역 , 주요 캐릭터

### TV 애니메이션
1993년
- 고스트 스위퍼 미카미- (남학생)
- 기동전사V건담 (웃소 에빈)
- 미소녀전사 세일러문 (고양이)

1994년
- 키테레츠 대백과 (키테레츠 사이 (소년기))
- 은하전국 군웅전 라이
- 푸른 전설의 슛! (히로세 키요타카)
- 미소녀전사 세일러문R (사라시나 큐스케)
- 마멀레이드 보이 제20,35화 (남학생)

1995년
- 공룡모험기 쥬라트립퍼 (베소)
- 미소녀전사 세일러문S (사라시나)
- 드래곤볼Z (요괴) ※제259,262화

1996년
- 간바리스트! 쥰 (후지마키 쥰)
- 미소녀전사 세일러문SuperS (사라시나 큐스케)
- 미소녀전사 세일러문SuperS 스페셜 (다미)
- 명견 래쉬 (빌리 모나한)

1997년
- 중화일번! (탕 산체 (대역))
- 크레용 신짱 (하토가야 요시린)
- 우리반 짱돌이 (부타다 히카루)

1998년
- 학급왕 야마자키 (부타다 히카루)
- 김전일 소년사건부 (챠네라 사쿠라바)
- 시공전초 나스카 (세이노 케이타)
- DT에이트론 (아모로토의 슈)
- 지켜줘 수호월천! (시치리 타스케)
- 유☆희☆왕 (하이야마)
- 요이코 (아미모토 켄지)
- 로도스섬 전기-영웅기사전- (마르)

1999년
- THE 빅오 (제프 메이야즈)
- 신계전 봉신연의 (태을진인)

2000년
- 학교괴담 (레이이치로 소년)

2001년
- 학원전기 뮤료우 (나리타 지로)
- 초GALS! 코토부키 란 (쿠로이 나오키)
- 탑블레이드 (쟝카를로 토루나토레)
- 시작의 한걸음 (야마다 나오미치)
- 포켓몬스터 크리스탈 라이코우 번개의 전설 (쥰이치)
- 마법소녀 고양이 타루토 (오카키 겟페이)

2002년
- 아따신지 (타치바나 유즈히코)
- 사이킥 아카데미 - 황라만상 (시오미 아이)
- 동경 뮤뮤 (킷슈)
- 날아라! 호빵맨 (양치질맨 (2세))
- 히트가이 제이 (쿠레아 레오네리)
- 포켓몬스터 (쥰이치)

2003년
- Astro Boy 철완 아톰 (마루짱)
- 에어마스터 (미시마 레이치)
- 주간 포케몬 방송국 (츠토무, 라브카스)
- 십이국기 (시로나기, 타카사토 스구루)
- 탐정학원Q (토미나가 마사시)
- 나루에의 세계 (이이즈카 카즈토)
- 마부라호 (시키모리 카즈키)
- 무적뱅커 크로켓 (카라스미의 전사2)

2004년
- 아쿠에와 카틴포 (젠파오 외)
- 아가사 크리스티의 명탐정 포와로와 머플 (알렉스 크락켄소프)
- 장난꾸러기 마녀 사브리나 (하비)
- 음양대전기 (번무의 닌쿠로우)
- 현란무답제 더 마즈 브레이크 (카토 타키가와 주니어)
- 고로케! (피로시키)
- 방가방가 햄토리 (키츠네 상)
- 강철의 연금술사 (남자A)
- 블랙잭 (미츠오)
- 보보보-보·보-보보 (데스마스크 하론오니 etc)
- 망상대리인 (키츠네즈카 마코토,소년 밧토)
- RAGNAROK THE ANIMATION (로안)
- 록맨 에그제 스트림 (토마호크맨)
- 미르모 퐁퐁퐁 (플오레)

2005년
- 아쿠에와 카틴포 텐코모리 (젠파오)
- AIR (TV주역 #5)
- 케로로 중사 (데스쿠)
- 창성의 아쿠에리온 (쥰 리)
- 좋아하는 것은 좋으니까 어쩔수 없어!! (사쿠라 히로무)
- 타이드라인 블루 (키루)
- 디노 브레이커 (젯트 시겔)
- 포켓몬스터 어드벤스 제네레이션 (타케시의 우소하치、하리의 아리아도스 他)
- 성실하게 불성실한 쾌걸 조로리 (츙쿤)
- MAJOR 2nd, 3rd season (도카시키)
- 메르헤븐 (잭)
- 록맨 에그제 BEAST (토마호크맨)
- ONE PIECE (릿톤토)

2006년
- NHK에 어서오세요! (야마자키 카오루)
- 은혼 (시무라 신파치)
- 카이바 (긴가)
- 금색의 코르다 〜primo passo〜 (오가타 유우)
- .hack//Roots (시라바스)
- 신 (해피 럭키) 빅쿠리맨 (키치후쿠진)
- BLEACH (호우, 반)
- 포켓몬스터 다이아몬드&펄 (코지로의 머스킵퍼, 타케시의 우소하치→우솟키, 하지메 他)
- 부활하는 하늘 -RESCUE WINGS- (쿠마다 코타로、이노우에 켄)
- 록맨 에그제 BEAST+ (토마호크맨)

2007년
- 오뎅군 (오데옹 사장)
- 김전일 소년사건부SP『오페라좌관 최후의 살인』 (히모리 후유히코)
- CLANNAD (스노하라 요헤이)
- 게게게의 키타로 (제5작) (코바야시, 토후 코조)
- 실크로드 소년 유토 (마르코 폴로)
- 도쿄마인학원 검풍첩 토우 (카라스 류이치)
- BACCANO!-바카노!- (자구지 스포롯트)
- 뱀부 블레이드 (나카타 유지、블루 블레이버)
- 우리들의 (와쿠/와쿠 타카시)
- 포케몬 신기한 던전 ~시간의 탐험대・어둠의 탐험대~ (페랏푸)
- 샤먼 시스터즈 (아리타)
- 모노노케「바다괴물」 (사사키 요헤이)
- 모야시몬 (사와키 소에몬 타다야스)

2008년
- 가면의 메이드가이 (후지하라 코스케)
- 은혼 (코바야시)
- CLANNAD 〜AFTER STORY〜 (스노하라 요헤이)
- 강철의 라인배럴
- 게게게의 키타로 (제5작) (킨키치)
- 고르고13 (스티브)
- 서양골동 양과자점〜앤티크〜 (젊은 남자A)
- 텔레파시소녀 란 (야마시타)
- 네기파우스의 아사타로 (쇼타로)
- 일하는 키즈 마이 햄스터 (메자마신)
- 월드 디스트럭션~세계박멸의 6인~ (쿠마고로)

2009년
- 괴담 레스토랑 (이토 히로시)
- 강각의 레기오스 (하레이 서튼)
- 지옥소녀 3기 (미즈하라 후미오)
- 도라에몽 (피론)
- 배틀 스피리츠 소년격패 단 (스즈리 히데토,트라이)
- 시작의 첫걸음 New Challenger (한마 나오/야마다 나오미치)
- 포케몬 신기한 던전 하늘의 탐험대 시간과 어둠을 도는 최후의 모험 (페랏푸)
- WHITE ALBUM (나나세 아키라)

2010년
- 포켓몬스터 다이아몬드&펄 (텐지)

2011년
- 스켓 댄스 (스기하라 텟페이, 사카구치 다이스케)

2012년
- 빙과 (후쿠베 사토시)
- 스마일 프리큐어 (팝)

2020년
- 불꽃 소방대 2장 (빅토르 리히토)

### OVA
- 키구루믹V3 -베스트 에피소드 콜렉션- (파페)
- 은혼「어떤 일이나 처음이 중요하기 때문에 다소 용쓰는 정도가 딱 좋다.」 (시무라 신파치)
- 살인 청부업자1 THE ANIMATION EPISODE 0 (히로세)
- 서브마린707R (우노 센타)
- 좋아하는 것은 좋으니까 어쩔수 없어!! (사쿠라 히로무)
- 창성의 아쿠에리온 (쥰 리)
- 졸업M〜우리들의 카니발〜 전편・후편 (시무라 미키마로)
- 전심 지켜줘 수호월천! (시치리 타스케)
- 도라에몽과 함께 도라미짱과 잘 될려나 (스푼)

### 극장판 애니메이션
- 극장판 아쿠에리온 (쥰 리)
- 영화 아따신지 (타치바나 유즈히코)
- 하동의 쿠우와 여름방학 (카라스, 야지우마)
- 극장판 CLANNAD (스노하라 요헤이)
- 영화! 다마고치 우주에서 가장 행복한 이야기!? (시아와세 뇨)
- 파프리카 (히무로)
- 파름의 나무 (샤타)
- 극장판 포켓몬스터 어드벤스 제네레이션 포케몬레인져와 창해의 왕자 마나피 (타만타, 뷔젤)
- 극장판 포켓몬스터 다이아몬드&펄 디아루가VS파르키아VS다크라이 (타케시의 우솟키, 유년시절의 토니오)
- 극장판 포켓몬스터 다이아몬드&펄 기라티나와 빙공의 꽃다발 셰이미 (타케시의 우솟키)
- 극장판 포켓몬스터 다이아몬드&펄 아르세우스 초극의 시공에 (타케시의 우솟키)
- 록맨 에그제 빛과 어둠의 유산 (토마호크맨)
- ONE PIECE THE MOVIE 오마츠리 남작과 비밀의 섬 (릭)
- 크레용 신짱 폭발! 온천 두근두근 대결전 (하토가야 요시린)
- 극장판 짱구는 못말려: 우리들의 공룡일기 (하토가야 요시린)
- 은혼 극장판 신역 홍앵편 (시무라 신파치)

### 극장 애니메이션
- 파프리카 (히무로)

### 인터넷 애니메이션
- 포켓몬 신기한 던전 출동 포켓몬 구조대 간바루즈! (히토카게)

### 게임
- 아니의 아틀리에 ~세라섬의 연금술사~ (카일 유그랄드)
- 발키리 프로파일 (라우리)
- 비너스&브레이브〜마녀와 여신과 종말의 예언〜 (윗펠)
- AIRFORCE DELTA 〜BLUE WING KNIGHTS〜 (피엘 겔로)
- SD건담G GENERATION 시리즈 (웃소 에빈)
- 내 밑에서 버둥거려 (시미즈 아라타)
  - 내 밑에서 AGAKE (시미즈 아라타)
- 가면의 메이드가이 보요용 배틀로얄 (후지하라 코스케)
- 건 퍼레이드 오케스트라 청의 장~빛의 바다에서 편지를 보냅니다~ (아카네 다이스케)
- 기동전사 건담 건담VS건담 (웃소 에빈)
- 은혼 시리즈 (시무라 신파치)
- 크레용 신짱 시리즈 (하토가야 요시린 (요시린))
- 크레용 신짱 전설을 부르는 덤의 도시 쇼크건!
- 크레용 신짱 최강가족 카스카베왕 와아~
  - 크레용신짱 전설을 부르는 덤의 도시 쇼크건!
  - 크레용신짱 최강가족 카스카베왕 와아~
  - 크레용신짱DS 폭풍을 부르는 칠하자 크레용 대작전!
- 결전 (도쿠가와 히데타다)
- 결전2 (우금, 관평)
- 고기동환상 건프레이드 마치 (아카네 다이스케)
- 클라나드 (스노하라 요헤이)
- 토모요 에프터~It’s a Wonderful Life~ (스노하라 요헤이)
- 고로케!Great 시공의 모험자 (피로시키)
- 고로케!DS 천공의 용자들 (피로시키)
- 사쿠라자카 소방대 (도이 준페이)
- 서몬나이트2 (바르렐, 에크스)
- 사신수행 시작했습니다. (훼이)
- 십이국기-혁혁한 왕도 홍연의 우화- (자운)
- 죠죠의 기묘한 모험 팬텀 블러드 (포코)
- 슈퍼로본대전 시리즈
- 슈퍼로본대전 컴플리트박스 (저스포드 장 발하레비아)
  - 신슈퍼로본대전 (웃소 에빈)
  - 슈퍼로본대전α (웃소 에빈)
  - 슈퍼로본대전α외전 (웃소 에빈)
  - 슈퍼로본대전Z (쥰 리)
- 좋아하는 것은 좋으니까 어쩔수 없어!! (사쿠라 히로무)
- 스타오션 세컨드 스토리 (아슈톤 안커스, 노엘 챤드라)
- 스타폭스64 (나우스, 안드류 윗코니, 빌 그레이)
- SpellDown (오오타니 요스케)
- 그리고 우리들은, …and he said (쿠리스 코우키)
- 졸업M ~학생회장의 화려한 음모~ (시무라 미키마로)
- 소라유메 (야마세 하야토)
  - 소라유메 portable (야마세 하야토)
- 대난투 스매시브라더스X (우소하치, 마뉴라)
- DEAR My SUN!! ~아들★육성★광소곡~ (퐁짱)
- 테일즈 오브 심포니아 (노무)
- 테일즈 오브 더 월드 레디언트 마이솔로지 (모르모)
- 투신전 묘 (팡)
- 터울 러브스토리2 (카자마 켄타)
- 도키메키 메모리얼4 (코바야시 마나부)
- .hack//G.U. 시리즈 (시라바스)
- Harlem Beat (나루세 토오루)
- 배틀 판타지아 (세드릭)
- 뱀부 블레이드~"그리고 나서"의 도전~ (나카타 유지)
- VitaminX (사나다 마사키)
- 퍼스트Kiss☆이야기 (사사키 테츠야)
- 뿌요뿌요! (나스 그레이브)
- BLADE STORM 백년전쟁 (죠르쥬)
- 봉신연의2 (백창)
- MARICA 진실의 세계 (야마키 노부나가)
- 메타몰 패닉 D♥KI D♥KI 요마 바스터즈!! (타카미자와 마사키)
- 의경 영웅전 (우시 와카마루)
- 의경 영웅전 수라 (우시 와카마루)
- LUNAR 실버스타 스토리 (낫슈)
- 로맨싱 사가 -민스트럴송- (엘먼)